# Meridià 34 a l'est
El meridià 34 a l'est de Greenwich és una línia de longitud que s'estén des del pol Nord travessant l'oceà Àrtic, Europa, Turquia, Àfrica, l'oceà Índic, l'oceà Antàrtic i l'Antàrtida fins al pol Sud.
El meridià 34 a l'est forma un cercle màxim amb el meridià 146 a l'oest. Com tots els altres meridians, la seva longitud correspon a una semicircumferència terrestre, uns 20.003,934 km. Al nivell de l'Equador, és a una distància del meridià de Greenwich de 3.785 km.

## De Pol a Pol
Començant en el pol Nord i dirigint-se cap al pol Sud, aquest meridià travessa:
| Coordenades                             | País, territori o mar | Notes |
| --------------------------------------- | --------------------- | --- |
| 90° 0′ N, 34° 0′ E / 90.000°N,34.000°E  | Oceà Àrtic            | |
| 80° 16′ N, 34° 0′ E / 80.267°N,34.000°E | Mar de Barents        | Passa just a l'est de l'illa de Kvitøya, Svalbard, Noruega                                                  |
| 69° 22′ N, 34° 0′ E / 69.367°N,34.000°E | Rússia                | Illa de Kildin i península de Kola                                                                          |
| 66° 41′ N, 34° 0′ E / 66.683°N,34.000°E | Mar Blanc             | Golf de Kandalakxa                                                                                          |
| 66° 13′ N, 34° 0′ E / 66.217°N,34.000°E | Rússia                | |
| 52° 12′ N, 34° 0′ E / 52.200°N,34.000°E | Ucraïna               | Passa a través de Crimea (des de 46° 6′ N, 34° 0′ E / 46.100°N,34.000°E, reclamada i controlada per Rússia) |
| 44° 24′ N, 34° 0′ E / 44.400°N,34.000°E | Mar Negre             | |
| 41° 59′ N, 34° 0′ E / 41.983°N,34.000°E | Turquia               | |
| 36° 16′ N, 34° 0′ E / 36.267°N,34.000°E | Mar Mediterrània      | |
| 35° 27′ N, 34° 0′ E / 35.450°N,34.000°E | Xipre                 | Península de Karpass – controlada per Xipre del Nord                                                        |
| 35° 19′ N, 34° 0′ E / 35.317°N,34.000°E | Mar Mediterrània      | |
| 35° 4′ N, 34° 0′ E / 35.067°N,34.000°E  | Xipre                 | |
| 34° 59′ N, 34° 0′ E / 34.983°N,34.000°E | Mar Mediterrània      | |
| 31° 12′ N, 34° 0′ E / 31.200°N,34.000°E | Egipte                | Península del Sinaí                                                                                         |
| 27° 53′ N, 34° 0′ E / 27.883°N,34.000°E | Mar Roig              | |
| 27° 31′ N, 34° 0′ E / 27.517°N,34.000°E | Egipte                | Illa de Shadwan                                                                                             |
| 27° 28′ N, 34° 0′ E / 27.467°N,34.000°E | Mar Roig              | |
| 26° 52′ N, 34° 0′ E / 26.867°N,34.000°E | Egipte                | |
| 22° 0′ N, 34° 0′ E / 22.000°N,34.000°E  | Bir Tawil             | No reclamat per cap estat                                                                                   |
| 21° 46′ N, 34° 0′ E / 21.767°N,34.000°E | Sudan                 | |
| 9° 30′ N, 34° 0′ E / 9.500°N,34.000°E   | Sudan del Sud         | |
| 8° 30′ N, 34° 0′ E / 8.500°N,34.000°E   | Etiòpia               | |
| 7° 24′ N, 34° 0′ E / 7.400°N,34.000°E   | Sudan del Sud         | |
| 4° 13′ N, 34° 0′ E / 4.217°N,34.000°E   | Kenya                 | Per 1km a l'extrem nord-oest del país                                                                       |
| 4° 13′ N, 34° 0′ E / 4.217°N,34.000°E   | Uganda                | |
| 0° 14′ N, 34° 0′ E / 0.233°N,34.000°E   | Kenya                 | |
| 0° 0′ N, 34° 0′ E / 0.000°N,34.000°E    | Llac Victòria         | |
| 0° 26′ S, 34° 0′ E / 0.433°S,34.000°E   | Kenya                 | Illa de Mfangano                                                                                            |
| 0° 29′ S, 34° 0′ E / 0.483°S,34.000°E   | Llac Victòria         | |
| 1° 6′ S, 34° 0′ E / 1.100°S,34.000°E    | Tanzània              | |
| 9° 30′ S, 34° 0′ E / 9.500°S,34.000°E   | Llac Malawi           | |
| 10° 3′ S, 34° 0′ E / 10.050°S,34.000°E  | Malawi                | |
| 14° 29′ S, 34° 0′ E / 14.483°S,34.000°E | Moçambic              | |
| 25° 1′ S, 34° 0′ E / 25.017°S,34.000°E  | Oceà Índic            | |
| 60° 0′ S, 34° 0′ E / 60.000°S,34.000°E  | Oceà Antàrtic         | |
| 68° 36′ S, 34° 0′ E / 68.600°S,34.000°E | Antàrtida             | Terra de la Reina Maud, reclamat per Noruega                                                                |